# Stanford (Kent)
Stanford es una parroquia civil y un pueblo del distrito de Folkestone and Hythe, en el condado de Kent (Inglaterra).

## Geografía
Según la Oficina Nacional de Estadística británica, Stanford tiene una superficie de 4,81 km².

## Demografía
Según el censo de 2001, Stanford tenía 428 habitantes (49,77% varones, 50,23% mujeres) y una densidad de población de 88,98 hab/km². El 19,16% eran menores de 16 años, el 75,7% tenían entre 16 y 74 y el 5,14% eran mayores de 74. La media de edad era de 39,29 años. Del total de habitantes con 16 o más años, el 20,52% estaban solteros, el 67,63% casados y el 11,85% divorciados o viudos.
El 92,04% de los habitantes eran originarios del Reino Unido. El resto de países europeos englobaban al 4,22% de la población, mientras que el 3,75% había nacido en cualquier otro lugar. Según su grupo étnico, todos los habitantes eran blancos. El cristianismo era profesado por el 81,63%, el budismo por el 0,7% y cualquier otra religión, salvo el hinduismo, el judaísmo, el islam y el sijismo, por el 0,7%. El 10,7% no eran religiosos y el 6,28% no marcaron ninguna opción en el censo.
220 habitantes eran económicamente activos, 211 de ellos (95,91%) empleados y 9 (4,09%) desempleados. Había 162 hogares con residentes, 8 vacíos y 3 eran alojamientos vacacionales o segundas residencias.